# Gevlekte triller
De gevlekte triller (Lalage maculosa) is een zangvogel uit de familie Campephagidae (rupsvogels).

## Verspreiding en leefgebied
Deze soort komt voor op een groot aantal eilanden in Melanesië en Polynesië en telt 16 ondersoorten:
- L. m. ultima: Efate (centraal Vanuatu).
- L. m. modesta: noordelijk en centraal Vanuatu.
- L. m. melanopygia: Utupua en Nendö (Santa Cruz-eilanden).
- L. m. vanikorensis: Vanikoro  (Santa Cruz-eilanden).
- L. m. soror: Kadavu (zuidwestelijk Fiji).
- L. m. pumila: Viti Levu (zuidwestelijk Fiji).
- L. m. mixta: noordwestelijk en centraal Fiji.
- L. m. woodi: noordelijk Fiji.
- L. m. rotumae: Rotuma (noordelijk van Fiji).
- L. m. nesophila: Lau-eilanden (oostelijk van Fiji).
- L. m. tabuensis: centraal en zuidelijk Tonga.
- L. m. vauana: Vava'u (centraal Tonga).
- L. m. keppeli: Tafahi en Niuatoputapu (noordelijk Tonga).
- L. m. futunae: Wallis en Futuna (westelijk van Samoa).
- L. m. whitmeei: Niue (oostelijk van Tonga).
- L. m. maculosa: Samoa.

## Status
De grootte van de populatie is niet gekwantificeerd maar de soort wordt omschreven als wijdverspreid en algemeen. Op de Rode lijst van de IUCN heeft deze soort de status niet bedreigd.